# Peter Winkelnkemper (Basketballtrainer)
Peter „Pit“ Winkelnkemper (* 1945 in Bergheim; † 25. Februar 2016) war ein deutscher Hochschullehrer und Basketballtrainer.

## Leben
Nach dem 1966 in Bergheim bestandenen Abitur studierte Winkelnkemper an der Deutschen Sporthochschule Köln, machte 1973 seinen Diplomabschluss und war ab 1974 am Institut für Sportspiele der Sporthochschule im Lehrgebiet Basketball als Lehrkraft tätig. Er war bis Jahresende 2008, als er aus gesundheitlichen Gründen aus dem Dienst schied, an der Sporthochschule beschäftigt und wirkte in dieser Zeit meist in Zusammenarbeit mit Gerhard Schmidt unter anderem auch an Forschungsprojekten mit, darunter „Ausgewählte Analysen zu technischen und taktischen Aspekten im Spitzenbasketball“ (1992 bis 1994), „Analysen zur Verteidigungs- und Angriffstaktik im europäischen Spitzenbasketball“ (1994 bis 1996), „Untersuchung zur Lauf- und Sprungbelastung im Spitzenbasketball“ (2000 bis 2002), „Wettkampfanalysen der Europameisterschaften im Basketball“ (2003/04) und andere.
Winkelnkemper, der den A-Trainerschein des Deutschen Basketball-Bundes besaß, war Ende der 1980er Jahre Trainer in der 2. Basketball-Bundesliga und in den 1980er Jahren des BSC Saturn Köln in der Damen-Basketball-Bundesliga. Er trainierte weitere Mannschaften, unter anderem ab 1991 bei der DJK Bad Münstereifel, wo er sich mehr als 15 Jahre lang als Trainer und Berater einbrachte. Des Weiteren war er Basketball-Schiedsrichter und Schiedsrichterausbilder.